# بنفسج بيكري
بنفسج بيكري (الاسم العلمي: Viola bakeri) هو نوع من النباتات يتبع جنس البنفسج من فصيلة البنفسجية.